# Adetowun Ogunsheye
Felicia Adetowun Omolara Ogunsheye, née Banjo, le 5 décembre 1926, est la première femme professeur au Nigeria, et une militante féministe. De fait, elle est également la première femme professeur de Sciences de l'information au Nigeria.

## Biographie
Elle est née le 5 décembre 1926 à Benin City, au Nigeria, de parents originaires de l'État d'Ogun, d'origine Yoruba. Elle effectue des études secondaires au Queens Colleg, avant de devenir la seule étudiante à Yaba College of Technology en 1946. En 1948, elle obtient son diplôme, en devenant la première femme diplômée de l'école. Elle fréquente l'université d'Ibadan, puis  l'université de Cambridge, au Royaume-Uni, avec une bourse pour d'y consacrer à l'étude de la géographie, devenant ainsi la première femme nigériane étudiante dans cette université.
Elle épouse Fidelis Ayedele Ogunsheye, enseignant, militant et syndicaliste. Il est l'un des membres fondateurs de l'Egbe Omo Oduduwa (en), une association créée à Londres en 1945. Initialement destinée à remplir un rôle culturel, elle vise à célébrer l'identité yoruba et à rassembler la diaspora yoruba au Royaume-Uni. Elle revient au Nigeria en 1954 en tant que professeur de géographie. Après quelques années d'enseignement à Ilesha à l'Anglican Girls' Grammar School et à Ibadan à la St. Anne's School, elle incorpore le corps enseignant de l'Université d'Ibadan en tant que chef du département d'études bibliothécaires. En 1973, elle devient professeur de bibliothéconomie et la première femme professeur au Nigeria. Entre 1977 et 1979, elle est nommée doyen de la faculté d'éducation de la même université. Elle est la première femme à devenir doyen de toute l'université nigériane.

## Publications universitaires
Son travail le plus cité est un ouvrage de 1976 pour l'UNESCO intitulé Library Education at Ibadan University, Nigeria. Dans une autre étude de 1976, The future of Library Education in Africa, elle plaide pour que les bibliothèques africaines réinventent leur organisation après la fin de la colonisation et documentent les données et les cultures orales dans leur système. Dans une étude de 1979, Abadina Media Resource Centre (AMRC): A Case Study in Library Service to Primary Schools, elle évalue le rôle des bibliothèques pour l'enseignement primaire. 
Une autre de ses publications, distincte de ses travaux universitaires, et intitulé A break in the silence: a historical note on Lt. Colonel Victor Adebukunola Banjo, est consacré au parcours d'un de ses frères, Victor Banjo, lieutenant-colonel de l'armée nigériane, devenu un des commandants de l'armée de libération du Biafra, passé par les armes en 1967 pour son rôle dans les débuts de cette tentative sécessionniste,,.

## Militantisme pour l'émancipation des femmes
En tant que militante des droits des femmes, elle est l’une des membres les plus actives de la Women's Improvement Society (WIS), à laquelle elle se jointe edès 1954. Son travail au sein de cette organisation porte notamment sur les actions pour l'égalité des chances en matière d'éducation et de meilleures conditions de travail et de vie des femmes. Elle est aussi une des fondatrices et la secrétaire du Council of Women's Societies (CWS), une organisation qui coordonne toutes les associations de femmes d'Ibadan afin de mieux coopérer pour améliorer la situation des femmes. Fondée à Ibadan en 1957, cette organisation non-gouvernementale est rebaptisée Nigerian Council of Women's Societies (NCWS) en 1959. Elle participe en 1958 à la conférence de l'Alliance internationale des femmes (IAW) à Athènes. En Grèce, elle est nommée membre du Conseil d'administration de cette association internationale, et elle lance le projet d’une première conférence internationale des femmes ouest-africaines. Le séminaire se tient finalement à Ibadan du 1er au 12 août 1960. Intitulé " The African Woman Designs her Future ( La femme africaine dessine son avenir) ", cette conférence, qu’elle préside, réunit des femmes du Mali, de la Guinée, du Sierra Leone, du Ghana, du Togo, du Dahomey (devenu le Bénin), du Cameroun et du Nigeria. La même année, le West African Council of Women's Societies (WACWS) est créé, avec elle comme premier secrétaire. Un an plus tard, en 1961, à la suite d'une conférence en Guinée, elle se retire de la WACWS, en raison d’orientations politiques favorables au communisme adoptées dans cette conférence.
Elle participe aussi à une réflesion sur le système éducatif  du Nigeria. En 1964, elle est l'une des fondatrices de la Nigerian Association of University Women (NAUW). Cette association rassemble des femmes universitaires de tout le pays pour travailler à l'amélioration des programmes scolaires et universitaires, pour les jeunes femmes, et pour étudier les changements nécessaires à l'amélioration de leurs conditions de vie et de leur statut dans la société. Elle est présidente de cette association de 1971 à 1975.